# Bahnstrecke Lecce–Gallipoli
| Gallipoli Porto (2004) |                      |                         |                         |
| |                      |                         |                         |
| Streckenlänge: | 53,8 km              |                         |                         |
| Spurweite: | 1435 mm (Normalspur) |                         |                         |
| |                      |                         |                         |
| \| \| \| von Martina Franca \| \| \| \| \| von Ancona \| \| \| \| 0 \| Lecce \| Lecce \| \| \| 5,0 \| San Cesario di Lecce \| San Cesario di Lecce \| \| \| 9,2 \| San Donato di Lecce \| San Donato di Lecce \| \| \| 11,6 \| Galugnano[Anm. 1] \| Galugnano[Anm. 1] \| \| \| 16,4 \| Sternatia \| Sternatia \| \| \| 18,7 \| Zollino \| Zollino \| \| \| \| nach Maglie \| \| \| \| 21,9 \| Soleto \| Soleto \| \| \| 25,9 \| Galatina \| Galatina \| \| \| 33,4 \| Penella \| Penella \| \| \| \| von Nardò Città \| \| \| \| \| Nardò Centrale \| \| \| \| \| nach Casarano \| \| \| \| 44,3 \| Sannicola \| Sannicola \| \| \| 46,9 \| Alezio \| Alezio \| \| \| 51,8 \| Gallipoli Via Agrigento \| Gallipoli Via Agrigento \| \| \| \| von Casarano \| \| \| \| 53,0 \| Gallipoli \| Gallipoli \| \| \| \| Gallipoli Porto \| \| |                      |                         |                         |
| Strecke |                      | von Martina Franca      | von Martina Franca      |
| Abzweig geradeaus und von links |                      | von Ancona              | von Ancona              |
| Bahnhof | 0                    | Lecce                   | Lecce                   |
| Bahnhof | 5,0                  | San Cesario di Lecce    | San Cesario di Lecce    |
| Haltepunkt / Haltestelle | 9,2                  | San Donato di Lecce     | San Donato di Lecce     |
| Bahnhof | 11,6                 | Galugnano               | Galugnano               |
| Bahnhof | 16,4                 | Sternatia               | Sternatia               |
| Bahnhof | 18,7                 | Zollino                 | Zollino                 |
| Abzweig geradeaus und nach links |                      | nach Maglie             | nach Maglie             |
| Bahnhof | 21,9                 | Soleto                  | Soleto                  |
| Bahnhof | 25,9                 | Galatina                | Galatina                |
| ehemaliger Haltepunkt / Haltestelle | 33,4                 | Penella                 | Penella                 |
| Abzweig geradeaus und von rechts |                      | von Nardò Città         | von Nardò Città         |
| Bahnhof |                      | Nardò Centrale          | Nardò Centrale          |
| Abzweig geradeaus und nach links |                      | nach Casarano           | nach Casarano           |
| Bahnhof | 44,3                 | Sannicola               | Sannicola               |
| Bahnhof | 46,9                 | Alezio                  | Alezio                  |
| Haltepunkt / Haltestelle | 51,8                 | Gallipoli Via Agrigento | Gallipoli Via Agrigento |
| Abzweig geradeaus und von links |                      | von Casarano            | von Casarano            |
| Kopfbahnhof Strecke ab hier außer Betrieb | 53,0                 | Gallipoli               | Gallipoli               |
| Haltepunkt / Haltestelle Streckenende (Strecke außer Betrieb) |                      | Gallipoli Porto         | Gallipoli Porto         |

Die Bahnstrecke Lecce–Gallipoli gehört zum Netz der Ferrovie del Sud Est (FSE), die seit 4. August 2016 den Ferrovie dello Stato Italiane (FS) gehören.

## Geschichte
Die heutige Strecke Lecce–Gallipoli setzt sich historisch aus zwei Abschnitten mit unterschiedlicher Entstehungsgeschichte zusammen:
- Lecce–Zollino und
- Zollino–Gallipoli

### Lecce–Zollino
Am 2. Mai 1865 nahm die Società Italiana per le Strade Ferrate Meridionali, den Betrieb auf der Adriabahn bis Brindisi, zum 15. Januar 1866 bis Lecce, zum 1. Februar 1868 bis Maglie und damit bis Zollino auf, um ab dem 22. September 1872 ihren Endpunkt Otranto zu erreichen.

### Zollino–Gallipoli
Die Strecke Zollino–Gallipoli wurde von der Strade Ferrate Meridionali gebaut und in zwei Abschnitten in Betrieb genommen: am 14. Dezember 1864 bis Nardò Centrale und am 1. November 1885 bis Gallipoli. Am 1. August 1903 wurde sie bis Gallipoli Porto zum Hafen von Gallipoli verlängert. Als die großen Bahngesellschaften in Italien 1905 verstaatlicht und in der Ferrovie dello Stato Italiane zusammengefasst wurden, umfasste das die Strecke Zollino–Gallipoli und den Streckenabschnitt Lecce–Zollino.

### FSE
1931 wurde als Zusammenschluss einiger kleiner regionaler Bahngesellschaften in Apulien die Ferrovie del Sud Est gegründet. Um deren Betrieb zu konsolidieren, trat die Staatsbahn diesem Zusammenschluss 1933 ihr südlich von Lecce liegendes Netz ab. Das waren der südliche Abschnitt der Bahnstrecke Bologna–Otranto und die Bahnstrecke Zollino–Gallipoli. In der Folge wurde die ursprüngliche Kilometrierung durch die heutige ersetzt, wodurch die die Strecke Lecce–Gallipoli gebildet wurde.

### Elektrifizierung
2022 wurde mit der Elektrifizierung der Strecke zwischen Lecce und Zollino begonnen, in dem man die Leitungsmasten aufstellte.

## Streckenbeschreibung
Die Strecke ist eingleisig, nicht elektrifiziert und war 53,8 km lang. Sie endet heute im Bahnhof von Gallipoli. Die Verlängerung in den Hafen von Gallipoli (etwa 0,8 km) wird nicht mehr betrieben, das Streckenende wurde mit einem Parkplatz überbaut. Die Strecke ist so noch 53,0 km lang. Der Abstieg der Strecke von der apulischen Hochfläche auf Küstenhöhe (4 m) erfolgt im Stadtgebiet von Gallipoli auf einer Rampe, durch einen tiefen, 12 ‰ steilen Einschnitt in einer Felsformation.

## Betrieb
Auf der Strecke verkehrt die Linie 5 der FSE, sowohl mit alten Triebwagen der Baureihe Ad 31–45, die der Baureihe ALn 668.1900 und 668.1000 der FS entsprechen, als auch mit den neuesten Fahrzeugen der FSE, Triebwagen der Baureihe ATR 220.

## Bilder

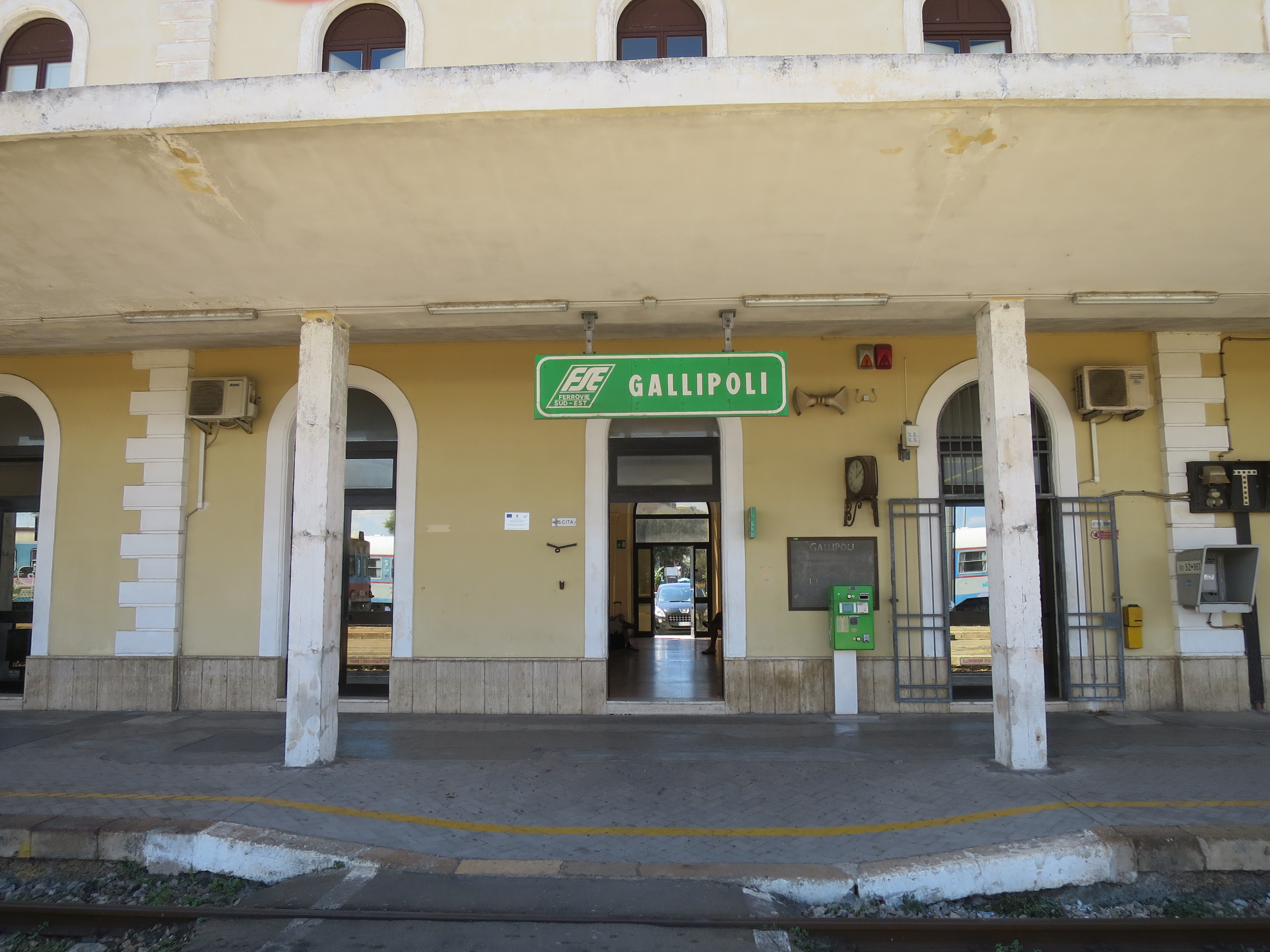
Empfangsgebäude Gallipoli
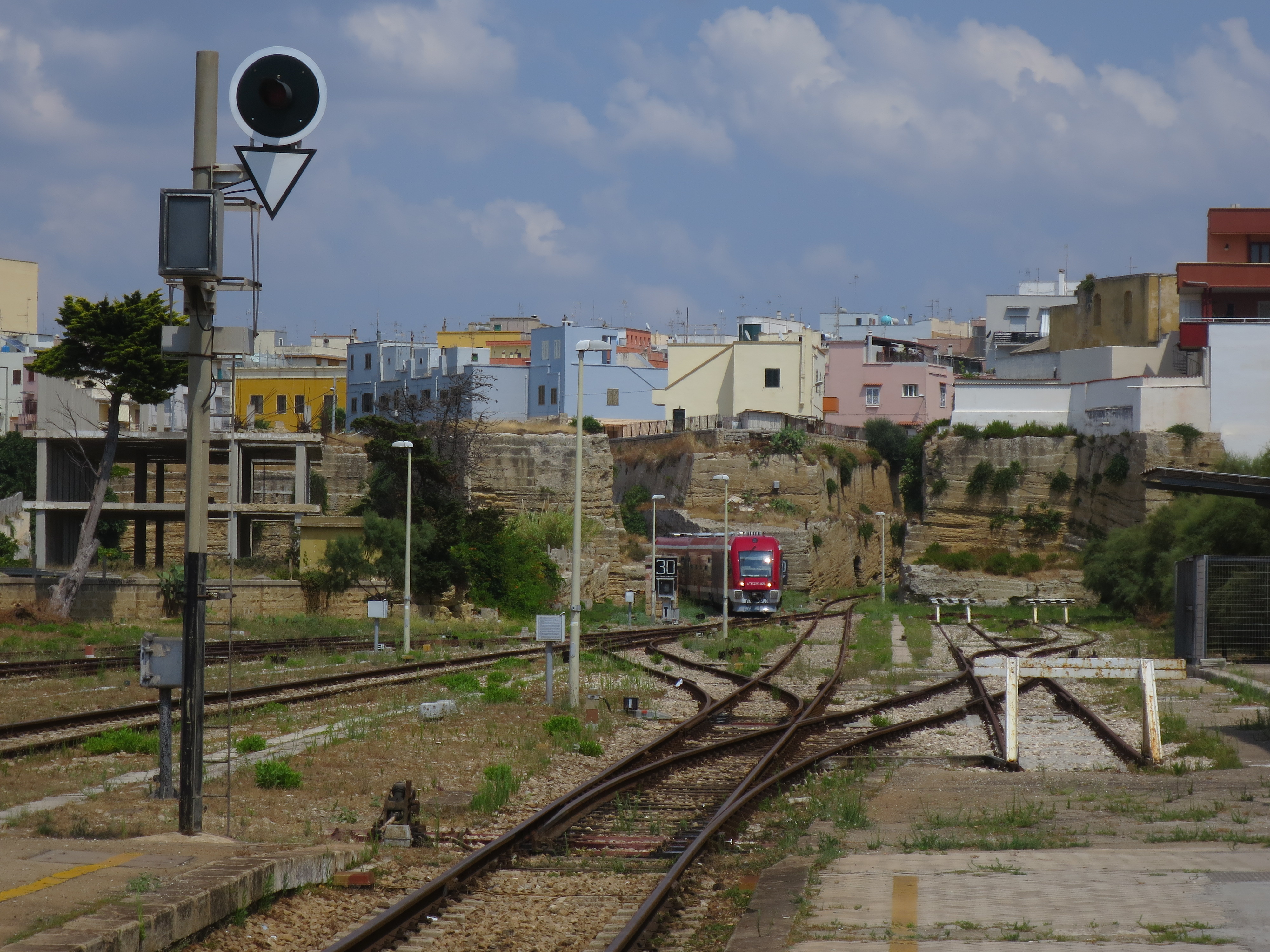
Links: Einfahrender Zug aus Lecce in den Bahnhof von Gallipoli. Rechts zweigt die Strecke nach Casarano ab
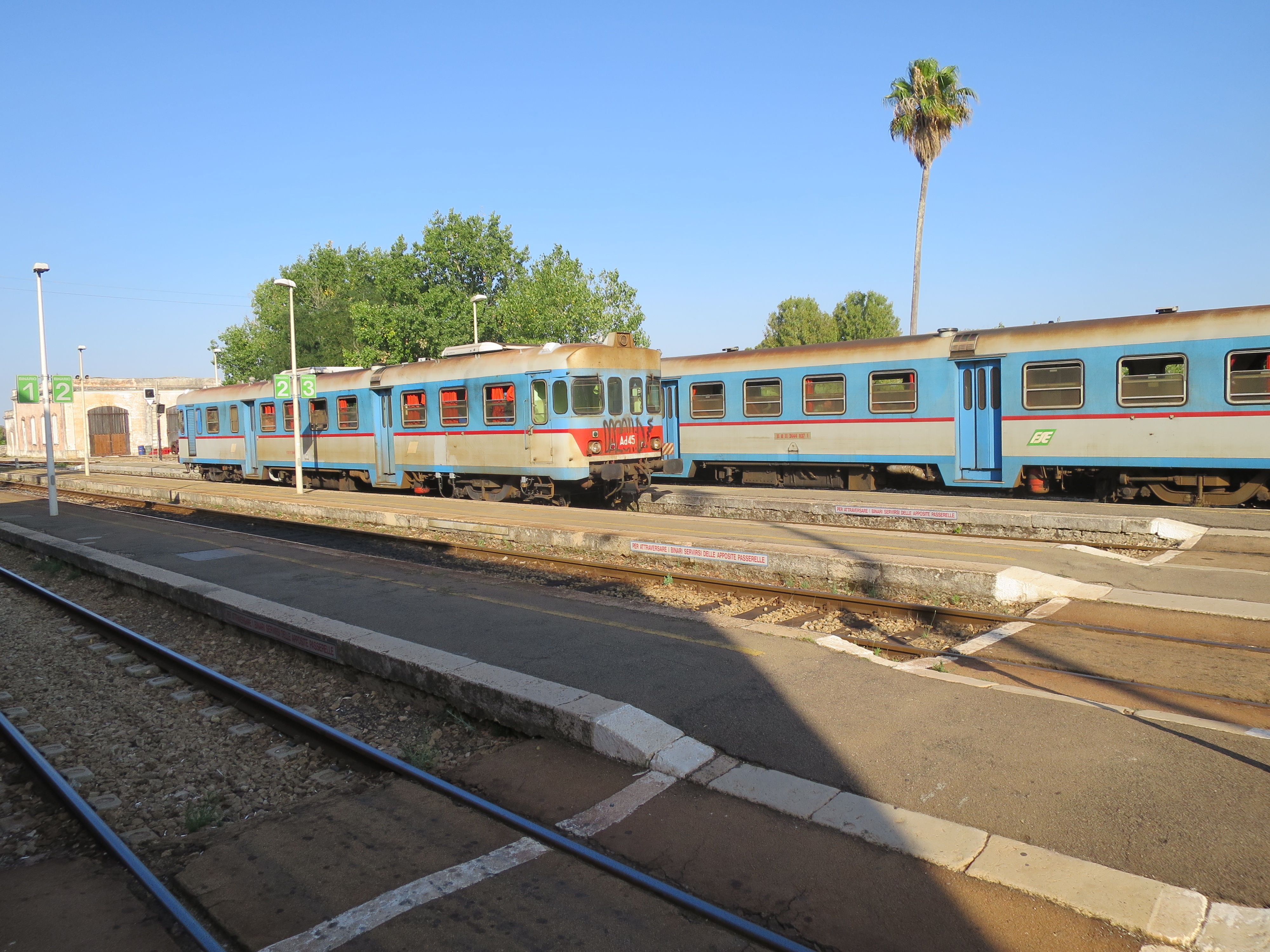
Zugkreuzung in Nardò Centrale mit zwei Triebwagen der Baureihe Ad